# Chefna
Chefna je rijeka u pokrajini Liège u Belgiji, desna pritoka  Amblève. Izvire u Ville-au-boisu, a duga je 5 km kroz.
Oko 1802. godine nekoliko farmera počelo je tražiti zlato u rijeci, a na desnoj obali nalaze se jame primitivnog rudnika zlata, iako su uglavnom zarasle. Rijeka je imala nizak prinos od oko 0,4 grama zlata po toni kamena, iako mještani još uvijek pričaju o čovjeku koji je krajem 19. stoljeća „skoro postao milijunaš”.

## Vanjske poveznice
|  | Zajednički poslužitelj ima još gradiva o temi Chefna |